# Longicella luctifera
Longicella luctifera är en fjärilsart som beskrevs av Jean Baptiste Boisduval 1836. Longicella luctifera ingår i släktet Longicella och familjen nattflyn. Inga underarter finns listade i Catalogue of Life.